# Barley Wine

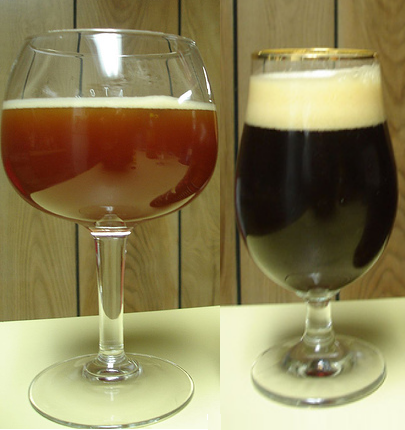
Barley Wine im Glas

Barley Wine ist ein starkes, in Holzfässern gereiftes Ale. Dieses Starkbier weist einen komplexen, mächtigen Geschmack und einen Alkoholgehalt von etwa 8–12 % auf.

## Geschichte
Im späten 18. Jahrhundert wurden aufgrund kriegerischer Auseinandersetzungen mit Frankreich die Weinvorräte in England knapp. Man begann für den Eigenbedarf Starkbiere einzubrauen, die bis zu einem Jahr in Holzfässern ausgebaut wurden, um den beliebten Rotwein zu ersetzen. 1854 begann mit der Produktion von Bass No. 1 der englischen Brauerei Bass die Vermarktung dieses Bierstils.

## Geschmack
Barley Wines werden bevorzugt im Winter konsumiert und weisen eine meist rötliche, dunkle Färbung auf. Außerdem zeichnen sie sich durch ihre Schaumbildung aus, welche so fest ist, dass sich auch im leeren Glas noch Schaumstrukturen halten. Sie schmecken normalerweise zuerst wegen ihres hohen Alkoholgehaltes süßlich, schlagen jedoch im Abgang ins Bittere und Hopfige um. Dies geschieht wegen ihres relativ hohen Anteils an Bitterhopfen. Des Weiteren existieren auch Waldbeeren-, Eichen-, Whisky- und Salzwasseraromen, sowie häufig Weingeschmack, welcher durch die hohe Konzentration von Ale-Hefe erreicht wird.